# Motacilla samveasnae
La lavandera del Mekong (Motacilla samveasnae) es una especie de ave paseriforme perteneciente a la familia Motacillidae.

## Distribución y hábitat
Se encuentra en Camboya, Laos, y Tailandia. Su hábitat  natural son los matorrales húmedos y ríos subtropicales o tropicales. Esta considera en peligro de extinción por la pérdida de hábitat. La especie fue descrita en el año 2001.